# Abandonados
Abandonados es un reality show mexicano transmitido y producido por Azteca 7. Bajo la conducción de Paola Núñez, Su presentadora es la actriz Paola Núñez. es la versión mexicano del formato internacional Pekin Express, original de Bélgica y Países Bajos, estrenado en 2004, que ha tenido diferentes versiones en varios países europeos como España, Francia, Dinamarca, Noruega, Suecia, Alemania e Italia. 
Su primera temporada fue estrenada el 4 de julio de 2016.

## Formato

### Mecánica del juego
Ocho parejas tienen que recorrer más de 5.000 km que separan 4 países en 4 etapas. Los concursantes tienen un presupuesto de $20 pesos por pareja y día para conseguir comida, mientras que el transporte y el alojamiento tienen que conseguirlo gratuitamente.

### Juegos de inmunidad
A mitad de cada etapa los concursantes más rápidos participan en una prueba que les puede hacer ganar la inmunidad. La pareja que gana la prueba consigue una camisa que les impide ser eliminados además de tener la inmunidad cuentan también con alojamiento privilegiado, más una cena por parte del programa para esa noche.

### Eliminación
Al final de cada etapa, el/la director/a de carrera informa a las parejas de su posición en dicha etapa (el ranking de posiciones). Las dos parejas que lleguen en último lugar deberán enfrentarse en un juego llamado "Corre por tu vida", habrá una tercera pareja la cual será elegida por las demás parejas.

### Equipo de supervivencia
Los concursantes cuentan con una serie de elementos que les son útiles para cubrir sus etapas:
- La mochila: llevan ropa, la comida que han podido comprar. Los aventureros deben llevarla obligatoriamente a la hora de llegar al libro del dragón (Juego de inmunidad) o a la meta.
- Mapa: el mapa les marca donde tienen que ir y por qué zonas pueden desplazarse.
- Fichas de idioma: las fichas de idioma ayudan a los concursantes a comunicarse con los habitantes de cada país.

## Abandonados en el Mundo
Este formato de programa ha sido realizado en diferentes países aquí se anexan las rutas que cada país ha realizado
| Nombre                       | País                     | Presentador                                                                                              | Ruta | Canal                   |
| ---------------------------- | ------------------------ | --- | --- | ----------------------- |
| Peking Express               | Países Bajos Bélgica     | Ernst-Paul Hasselbach Art Rooijakkers/Roos Van Acker Sol Wortelboer                                      | 2004: Moscú - Pekín 2005: Pekín - Bombay 2006: Delta del Mekong - Lhasa 2006: Gangotri - Kochi 2007: Río de Janeiro - Lima 2008: Ciudad de México - Caracas 2012: Seúl - Manila 2017: Hai Duong -Angkor Wat | NRL5 VT4                |
| Pékin Express                | Francia                  | Stéphane Rotenberg                                                                                       | 2006: Pskov - Pekín 2007: Pekín - Bombay 2008: Río de Janeiro - Lima 2009: Bahia de Ha Long - Bali 2010: Línea del Ecuador - Ushuaia 2010: Gangotri - Pondicherry 2011: El Cairo - Ciudad del Cabo 2012: Seúl - Sídney 2013: La Habana - Miami 2014: Man Lwae - Colombo 2018: Kuching - Tokio 2019: Panajachel - Bogotá 2020: Moscú - Pekín | M6                      |
| Peking Express               | Alemania                 | Patrice Bouédibéla                                                                                       | 2005: Moscú - Pekín | RTL TV                  |
| Peking Express               | Dinamarca Suecia Noruega | | 2007: Moscú - Pekín | TVNorge Kanal 5         |
| Pekín Express                | España                   | Paula Vázquez (2008) Raquel Sánchez Silva (2009-2010) Jesus Vázquez (2011) Cristina Pedroche (2015-2016) | 2008: Pskov - Pekín 2009: Pekín - Bombay 2010: Hanói - Bali 2011: Valle del Rift - Ciudad del Cabo 2015: Mandalay - Singapur 2016: Anuradhapura - Bombay | Cuatro Antena 3 laSexta |
| Dakar Fès Express            | Marruecos                | Hicham Mesrar                                                                                            | 2011: Dakar - Fez 2012: Wori - Manado | 2M                      |
| A Grande Aventura            | Portugal                 | Fernanda Serrano                                                                                         | 2012: Manado Tua - Manado | TVI                     |
| Pechino Express              | Italia                   | Emanuele Filiberto di Savoia (2012) Costantino della Gheradesca (2013-2018)                              | 2012: Haridwar - Pekín 2013: Hanói - Bangkok 2014: Mandalay - Bali 2015: Quito - Río de Janeiro 2016: Bogotá - Ciudad de México 2017: Padre Burgos - Tokio 2018: Tánger - Ciudad del Cabo 2020: Ko Phra Thong - Seúl | Rai2                    |
| Asia Express                 | Colombia                 | Iván Lalinde                                                                                             | 2016: Hai Duong - Bangkok | Caracol Televisión      |
| Abandonados                  | México                   | Paola Nuñez                                                                                              | 2016: Hai Duong - Bangkok 2024: Por definirse | Azteca 7                |
| Azja Express Ameryka Express | Polonia                  | Agnieszka Woźniak-Starak                                                                                 | 2016: Hanói - Bangkok 2017: Sigiriya - Bombay 2018: Quito - Cuzco 2020: Antigua Guatemala - Cartagena de Indias | TVN                     |
| Azsia Expressz               | Hungría                  | Nóra Ördög                                                                                               | 2017: Hai Duong - Bangkok 2019: Negombo - Chiang Mai | TV2                     |
| Asia Express                 | Rumania                  | Gina Pistol & Marius Damian                                                                              | 2018: Ha Long - Bangkok 2019: Negombo - Bombay 2020: Lucena - Taipéi | Antena 1                |

## Presentadores
| Presentadores | Temporadas | Temporadas |
| Presentadores | 2016       | 2024       |
| ------------- | ---------- | ---------- |
| Paola Núñez   | P          | P          |

## Temporadas
| Temporada     | Emisión                                       | Participantes | Kilómetros recorridos | Localización                   | Ganadores                         | Subcampeones                        |
| ------------- | --------------------------------------------- | ------------- | --------------------- | ------------------------------ | --------------------------------- | ----------------------------------- |
| 1.ª temporada | 4 de julio de 2016 25 de agosto de 2016       | 16            | 5.000 km              | Vietnam Laos Camboya Tailandia | Gabriel y Guillermo (Los gemelos) | Alejandra y Giovanni (Madre e Hijo) |
| 2.ª temporada | 9 de septiembre de 2024 18 de octubre de 2024 | 17            | 5,000 km              | Tailandia Malasia              | Mafer y Amor (Team Jarocho)       | Brandon y Brayan (Cuates)           |